# Santiago Vila Airport
Santiago Vila Airport är en flygplats i Colombia.   Den ligger i kommunen Flandes och departementet Tolima, i den centrala delen av landet, 90 km väster om huvudstaden Bogotá. Santiago Vila Airport ligger 152 meter över havet.
Terrängen runt Santiago Vila Airport är varierad. Santiago Vila Airport ligger nere i en dal. Runt Santiago Vila Airport är det ganska glesbefolkat, med 45 invånare per kvadratkilometer. Närmaste större samhälle är Girardot City, 3,0 km norr om Santiago Vila Airport. Omgivningarna runt Santiago Vila Airport är en mosaik av jordbruksmark och naturlig växtlighet.